# Alting har sin pris
Alting har sin pris er den anden roman i Lotte og Søren Hammers serie af politiromaner. Den er udgivet 1.oktober 2010 på Gyldendal.
Bogen er en fortsætteleser på den trilogi, der startede med Svinehunde (2010) og sluttede med Ensomme hjerters klub (2011)

## Plot
Chefkriminalinspektør Konrad Simonsen forudser komplikationer, da den tyske forbundskansler og den danske miljøminister på en tur til Grønland, hvor de skal studere den globale opvarmning, finder et lig af en ung kvinde, der 25 år tidligere er blevet kvalt på indlandsisen.
Da efterforskningen bl.a. involverer USAs handlinger på Thulebasen har topembedsmænd i statsministeriet interesse i efterforskningen. Simonsen og hans team påviser en forbindelse til flere tilsvarende drab i Danmark og jagten på en seriemorder påbegyndes. Morderens identitet afsløres hurtigt, men beviserne er tyndbenede, og politiets anstrengelser for at pågribe gerningsmanden inden han begår flere drab er hovedtemaet i det meste af handlingsforløbet.
Sideløbende udvikles de indbyrdes relationer mellem medlemmerne af Simonsens team, hvor Komtessen og Pauline Berg begge forsøger at opklare nogle detaljer på egen hånd. Simonsen bliver i en afgørende situation i tvivl om, hvad der er den rigtige strategi, men med hjælp fra bl.a. PET løses problemet på ret utraditionel vis.

## Anmeldelser
Anmeldelserne var mere blandede end de overvejende positive anmeldelser af forgængeren Svinehunde. Et eksempel:
"(Det) virker paradoksalt, når ’Alting har sin pris’ med hensyn til sin mordhistorie har en irriterende langstrakt ekspeditionstid af livsstil, hygge og erotik i stedet for en nøgternt og nutidig eksponering af en forbrydelses opklaring."